# Coupe du président Ray-Miron
La coupe du président Ray-Miron — Ray Miron President's Cup en anglais — est, aux États-Unis, un trophée de hockey sur glace remis chaque année entre 1993 et 2014 à l'équipe vainqueur des séries éliminatoires de la Ligue centrale de hockey.

## Historique
La Ligue centrale de hockey (LCH) voit le jour en 1992 sous l'impulsion de Ray Miron et William « Bill » Levins. Après le décès de Levins avant le début de la ligue, la LCH nomme le trophée remis au vainqueur des séries éliminatoires en son honneur. En 1999, la Coupe est renommée au nom de Miron, celui-ci s'étant retiré de sa fonction de président de la ligue en 1997. En 2001 la LCH et la Western Professional Hockey League (WPHL) fusionnent et le nom du trophée est de nouveau modifié pour devenir coupe du président Ray-Miron.
Seize équipe ont remporté la coupe, cinq d'entre elles la gagnant à deux reprises.

## Vainqueurs de la Coupe
| Saison    | Vainqueur                     | Finaliste                     | Résultat |
| --------- | ----------------------------- | ----------------------------- | -------- |
| 1992-1993 | Oilers de Tulsa               | Blazers d'Oklahoma City       | 4-1      |
| 1993-1994 | Thunder de Wichita            | Oilers de Tulsa               | 4-0      |
| 1994-1995 | Thunder de Wichita            | Iguanas de San Antonio        | 4-2      |
| 1995-1996 | Blazers d'Oklahoma City       | Iguanas de San Antonio        | 4-3      |
| 1996-1997 | Fire de Fort Worth            | RiverKings de Memphis         | 4-3      |
| 1997-1998 | Cottonmouths de Columbus      | Thunder de Wichita            | 4-0      |
| 1998-1999 | Channel Cats de Huntsville    | Blazers d'Oklahoma City       | 4-2      |
| 1999-2000 | Ice d'Indianapolis            | Cottonmouths de Columbus      | 4-3      |
| 2000-2001 | Blazers d'Oklahoma City       | Cottonmouths de Columbus      | 4-1      |
| 2001-2002 | Riverkings de Memphis         | Ice Bats d'Austin             | 4-1      |
| 2002-2003 | Riverkings de Memphis         | Ice Bats d'Austin             | 4-1      |
| 2003-2004 | Bucks de Laredo               | Mudbugs de Bossier-Shreveport | 4-3      |
| 2004-2005 | Eagles du Colorado            | Bucks de Laredo               | 4-1      |
| 2004-2006 | Bucks de Laredo               | Mudbugs de Bossier-Shreveport | 4-1      |
| 2006-2007 | Eagles du Colorado            | Bucks de Laredo               | 4-2      |
| 2007-2008 | Sundogs de l'Arizona          | Eagles du Colorado            | 4-0      |
| 2008-2009 | Brahmas du Texas              | Eagles du Colorado            | 4-1      |
| 2009-2010 | Rush de Rapid City            | Americans d'Allen             | 4-2      |
| 2010-2011 | Mudbugs de Bossier-Shreveport | Eagles du Colorado            | 4-3      |
| 2011-2012 | Komets de Fort Wayne          | Thunder de Wichita            | 4-1      |
| 2012-2013 | Americans d'Allen             | Thunder de Wichita            | 4-3      |
| 2013-2014 | Americans d'Allen             | Cutthroats de Denver          | 4-1      |